# Église évangélique-luthérienne d'Ouzbékistan
L'Église évangélique-luthérienne d'Ouzbékistan (en allemand: Evangelisch-Lutherische Kirche in Usbekistan, ELKU) est une Église indépendante régionale faisant partie de l'Union des Églises évangéliques-luthériennes (ELKRAS) de Russie, d'Ukraine, du Kazakhstan et d'Asie centrale. Son siège est à Tachkent.
Elle a été érigée en 2000 sur la base d'une prévôté.

## Structure
Cette Église regroupe sept communautés territoriales en Ouzbékistan servies par deux pasteurs et dix prédicateurs. Les communautés les plus importantes sont: 
- Tachkent
- Chirchiq
- Samarcande
- Fergana

### Administration

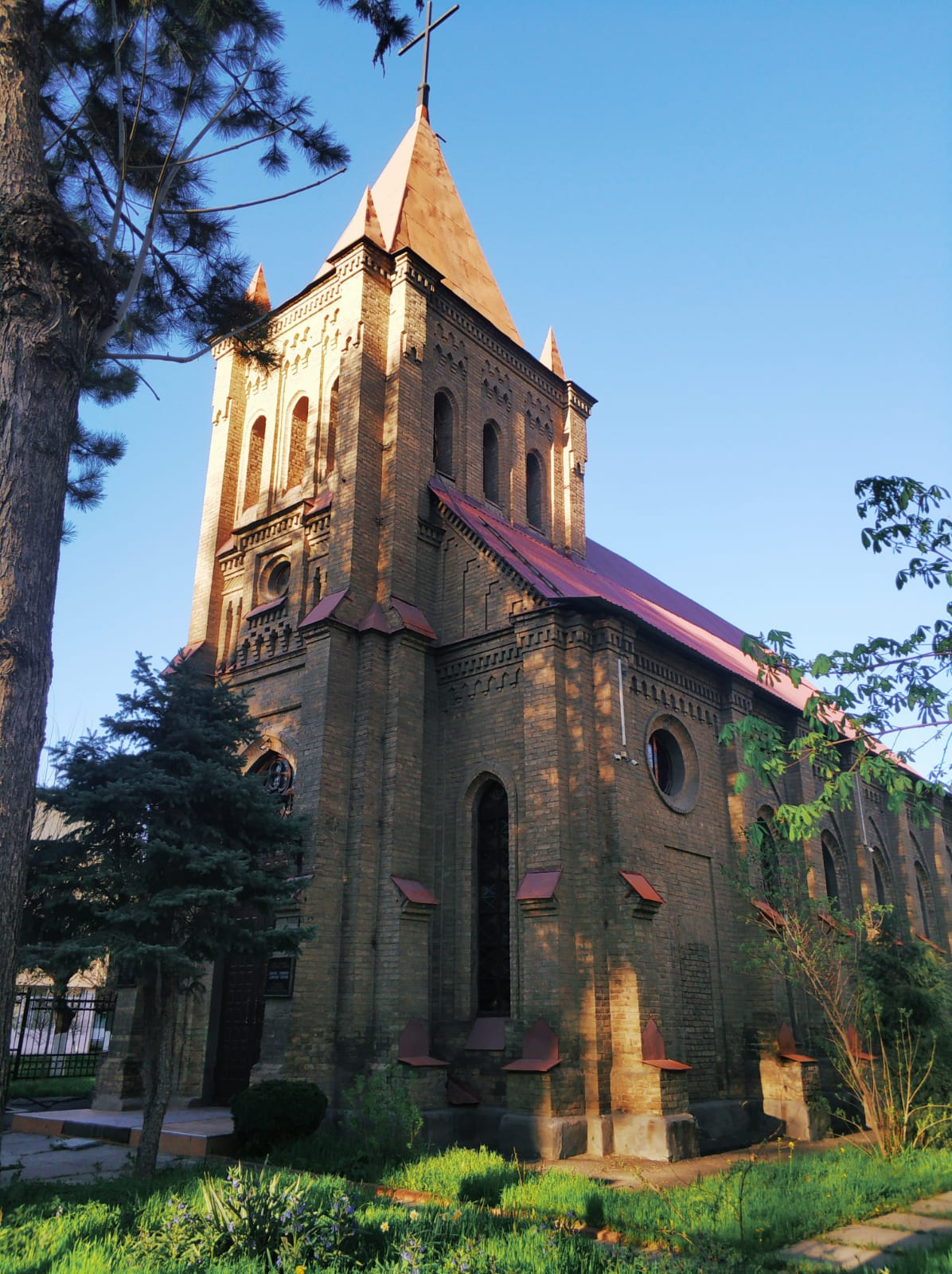
Église luthérienne de Tachkent.

Le siège de cette Église luthérienne se trouve à Tachkent 700000, rue de l'Académicien Sadyk Assimov, 37. On y trouve l'administration de l'évêque et le bureau du synode.

### Synode
Le synode régional est l'organe constitutionnel et décisionnel le plus élevé de l'Église évangélique-luthérienne d'Ouzbékistan. La présidente actuelle est Gilda Raspopova. Toutes les paroisses envoient leurs délégués au synode. 

### Évêque
La direction spirituelle de cette Église est confiée à un évêque qui est également membre du conseil épiscopal de l'Union des Églises évangéliques-luthériennes de Russie, d'Ukraine, du Kazakhstan et d'Asie centrale. Cette charge a été occupée jusqu'à sa mort en 2015 par Kornelius Wiebe. Depuis, le siège est vacant.  

## Partenariat
L'Église évangélique-luthérienne d'Ouzbékistan entretient des relations étroites avec la Gustav-Adolf-Werk (Société missionnaire Gustave-Adolphe) de l'Église protestante en Hesse et Nassau dont le siège est à Darmstadt.